# Urlingerwarte
Die Urlingerwarte ist eine 16 Meter hohe Aussichtswarte am Blassenstein (844 m) in der Stadtgemeinde Scheibbs in Niederösterreich.

## Warte
Ursprünglich befand sich eine hölzerne Warte am Blassenstein. Die nach dem Schöpfer der ersten Zusammenstellung der Berghöhen der gesamten Monarchie, Pfarrer Paul Urlinger, benannte Warte wurde von der Sektion Scheibbs des Ö.T.C. errichtet und am 9. August 1903 eröffnet. Sie wurde im Stil des Historismus erbaut und hatte ursprünglich eine unverputzte Fassade.

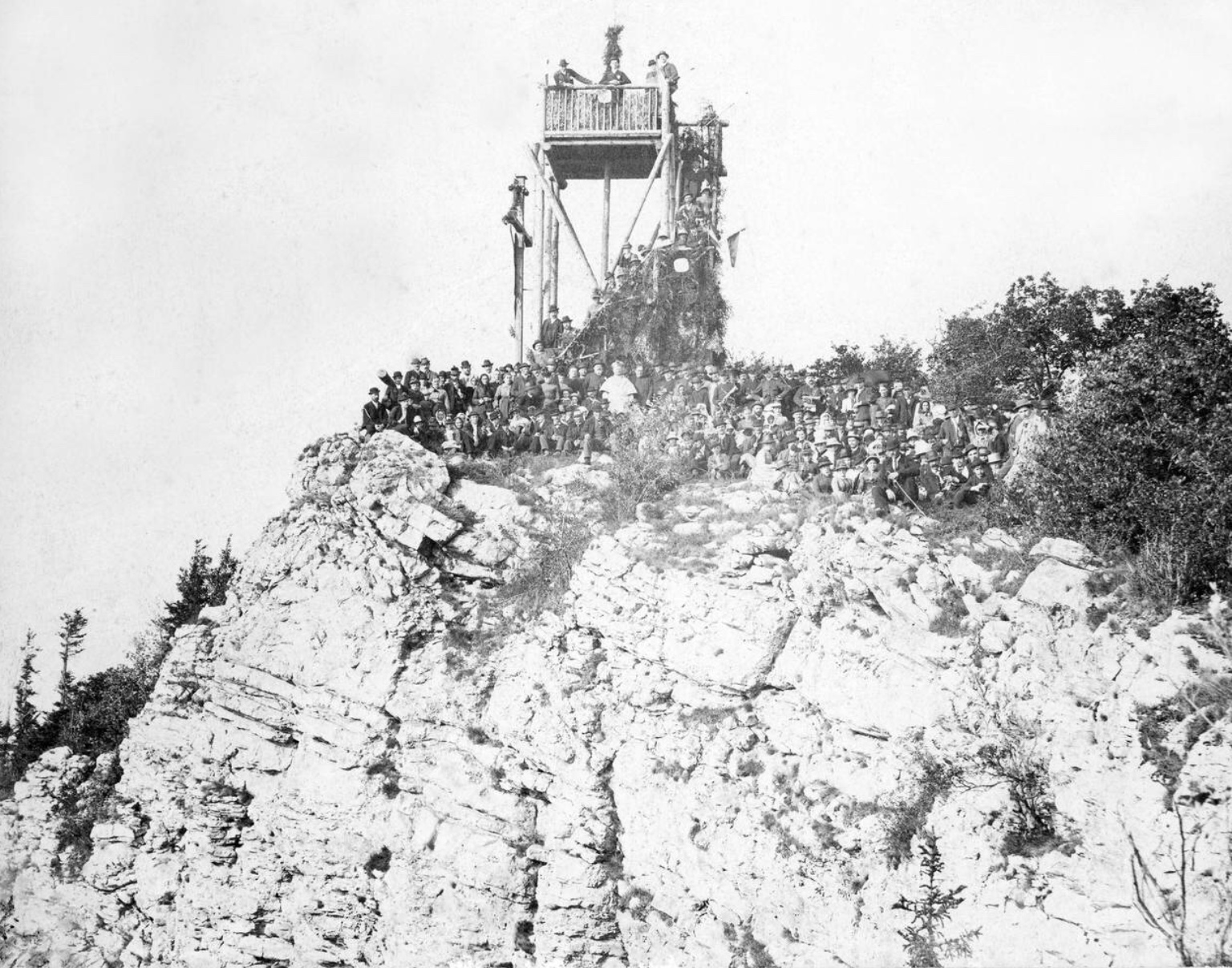
Urlingerwarte I 1888

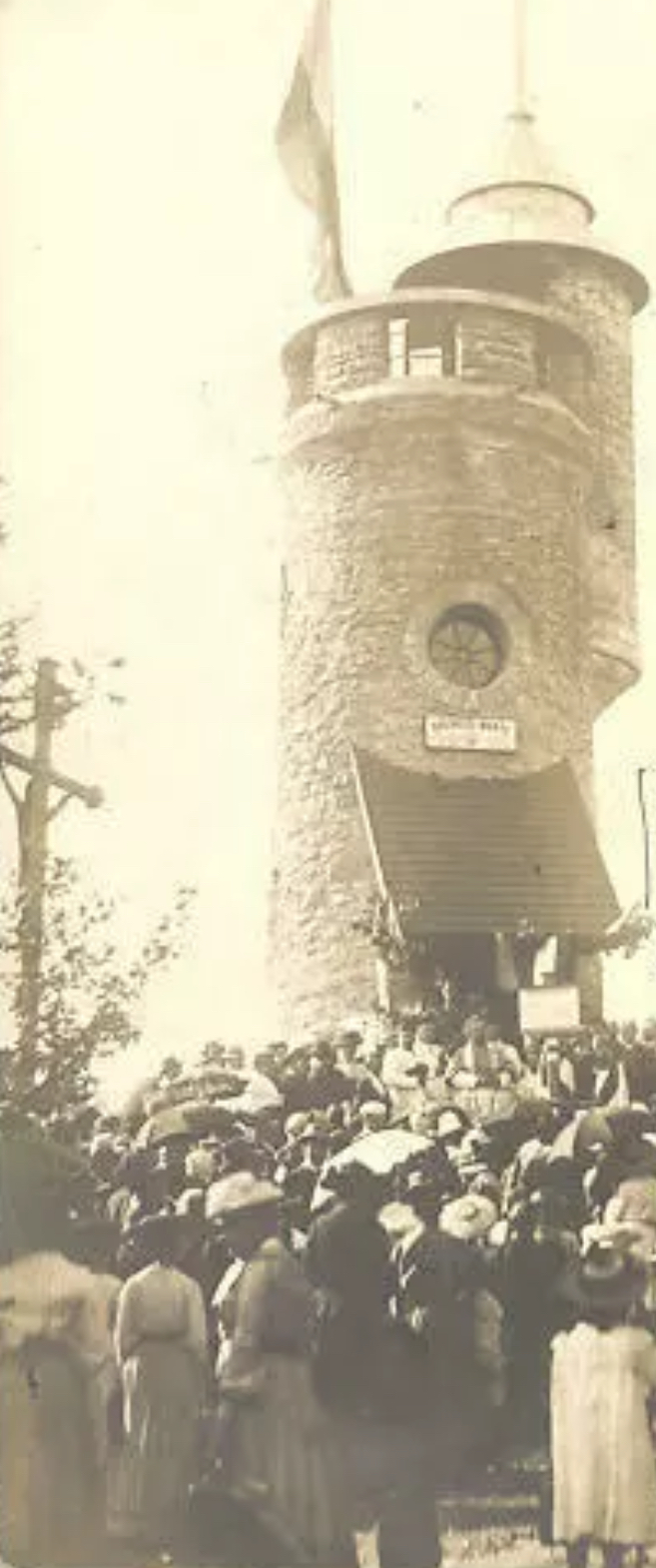
Urlingerwarte II zur Eröffnung

Vom Plateau der Warte kann man bei klarem Wetter nahezu das gesamte Mostviertel überblicken, bis nach Linz, St. Florian in Oberösterreich und ins Waldviertel, wobei die Sicht nach Norden durch den Treppenaufgang behindert wird. In Richtung Süden reicht die Sicht von den Wiener Hausbergen über den das Panorama beherrschenden Ötscher bis zum Toten Gebirge, zum Sengsengebirge und zum Traunstein.
In die Brüstung der Warte sind zwei Schautafeln mit Panoramazeichnungen von Paul Urlinger aus dem Jahr 1862 eingelassen.
Im Zuge einer Generalsanierung im Jahr 2014 wurde an der Warte eine von der Stadtgemeinde finanzierte Photovoltaikanlage angebracht, welche den Strom für die nächtliche Beleuchtung erzeugt.

## Zugang
Die Warte ist auf einer östlich der Scheibbser Altstadt beginnenden, beschilderten Straße mit dem PKW leicht erreichbar, lediglich die letzten 500 Meter müssen zu Fuß auf einem mäßig steilen Weg zurückgelegt werden. Die Warte ist frei zugänglich und zwischen April und Oktober geöffnet.

## Umgebung
Zwischen der gemauerten Urlingerwarte und der hölzernen Jelinekwarte gab es auf dem Greinberg die 1892 aus Holz errichtete Greinberg- oder Burgerhofwarte, die bis etwa 1935 bestand. Heute sind von der Warte nur mehr die Fundamente zu sehen.

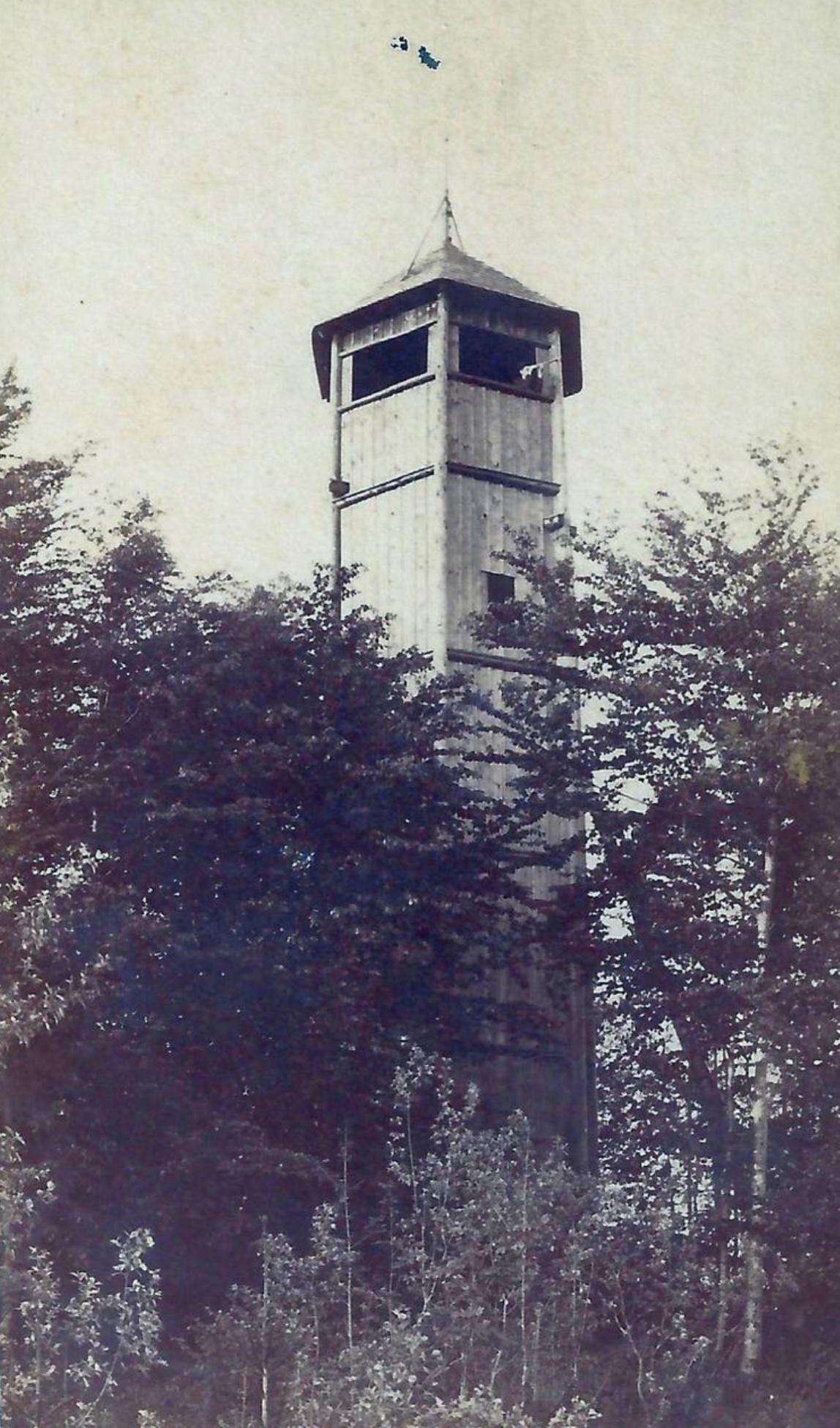
Greinbergwarte